# Burcu Sahin
Burcu Sahin (turkiska: Burcu Şahin), född 27 februari 1993 i Vantörs församling, är en svenskspråkig poet och översättare. Hon gick ut Biskops-Arnös skrivarlinje 2015 och arbetar nu som lärare på samma skola. Hon undervisar även på Skrivarakademin i Stockholm. Hon är sedan 2013 del av litteraturkollektivet Ce(n)sur. Hennes poesi är publicerad i rörelsen Revolution Poetrys bok som gavs ut på Bonnier Carlsen 2018. Samma år debuterade hon med sin egen diktsamling Broderier på Albert Bonniers förlag. Boken handlar om "En samling dikter som utgår från en kvinnlig tradition av handarbete: sömnad, väv och broderi. Den handlar också om relationen mellan mödrar och döttrar och erfarenheter av migration." Burcu mottog 2018 Katapultpriset för bästa skönlitterära debut. Samma år tilldelades hon även Samfundet De Nios julpris.